# Tiburcio Pérez y Cuervo (obraz Goi)

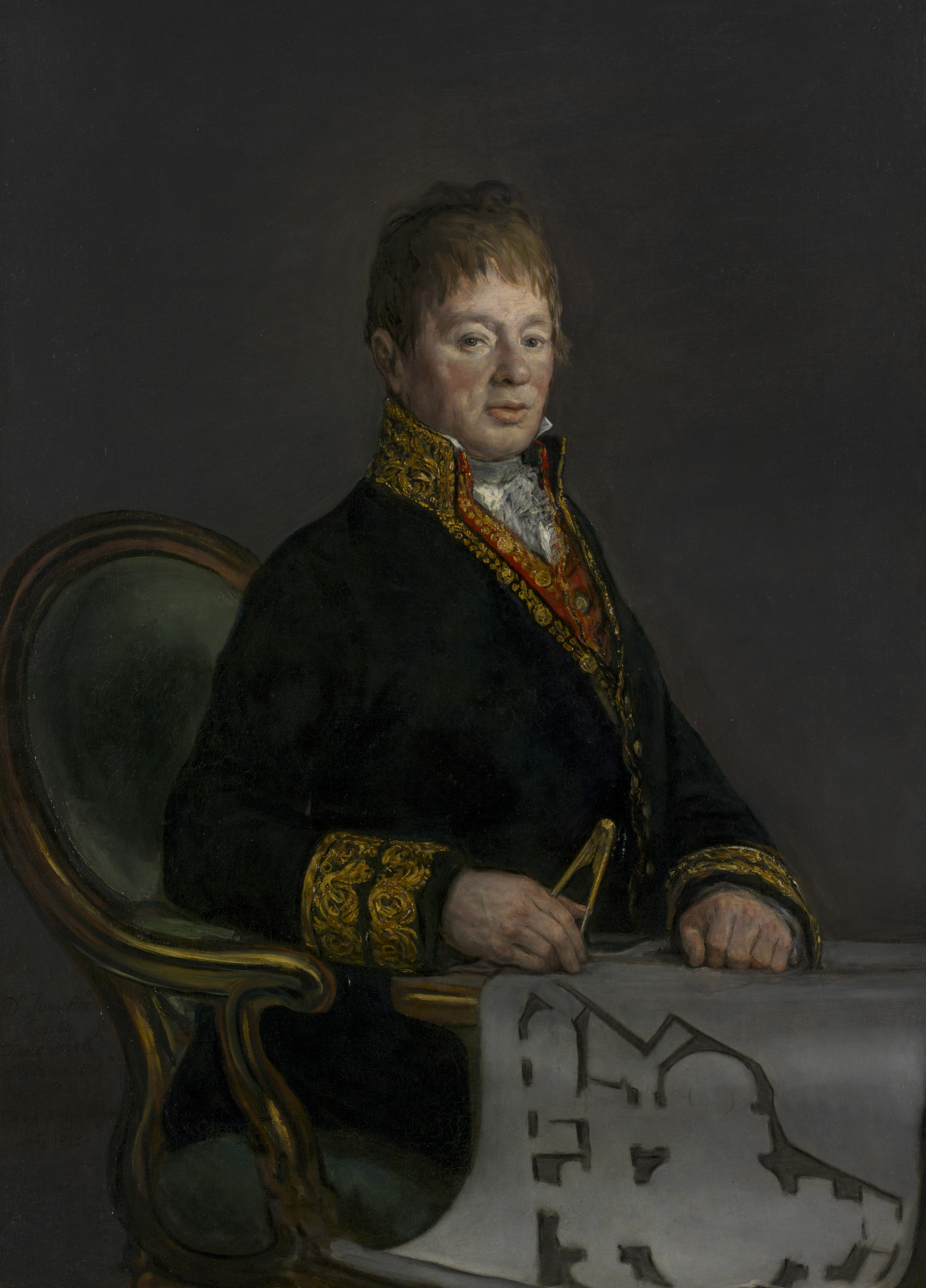
Juan Antonio Cuervo, Goya, 1819. Formalny portret wuja Tiburcia Péreza

Tiburcio Pérez y Cuervo (hiszp. Tiburcio Pérez y Cuervo) – obraz olejny hiszpańskiego malarza Francisca Goi (1746–1828). Portret przedstawiający architekta Tiburcia Péreza y Cuervo należy do zbiorów Metropolitan Museum of Art w Nowym Jorku. Wyróżnia się swobodą i nowoczesnością przedstawienia postaci. 

## Okoliczności powstania
Od początku XIX w. pozycja Goi jako nadwornego malarza i popularność wśród hiszpańskiej arystokracji były ugruntowane. Po zakończeniu wojny niepodległościowej w 1814 Goya wrócił do portretowania madryckiego społeczeństwa. Jednak w tym czasie popularniejszym portrecistą arystokracji stał się młody malarz z Walencji Vicente López Portaña. W 1819 Goya nabył położoną na obrzeżach miasta posiadłość nazywaną Dom Głuchego i wyjechał z Madrytu. Wykonywał znacznie mniej oficjalnych zamówień, a jego modelami były coraz częściej osoby z bliskiego otoczenia. Tiburcio Pérez był bliskim przyjacielem Goi, przed wyjazdem do Bordeaux w 1824 malarz powierzył mu opiekę i dalszą edukację artystyczną Rosario Weiss, jego domniemanej córki.
Obraz powstał w 1820, a w 1821 Goya wystawił go w Królewskiej Akademii Sztuk Pięknych św. Ferdynanda w Madrycie, uzyskując uznanie m.in. malarza Joaquína Ceána.

## Opis obrazu
Goya portretował wcześniej innych architektów, w 1784 namalował Portret Ventury Rodrígueza, w 1803 Portret Juana de Villanueva, a w 1819 sportretował wuja Tiburcia Juana Antonia Cuervo. W przeciwieństwie do tych trzech formalnych portretów z atrybutami zawodu podobizna Tiburcia ma prywatny i spontaniczny charakter. 
Tiburcio został przedstawiony w trzech czwartych postaci, w naturalnej pozycji: stoi lekko obrócony z założonymi rękami. Ubrany jest w ciemną kamizelkę i białą koszulę z podwiniętymi rękawami, bez kaftana, ponieważ nie jest to oficjalny portret. Podwinięte rękawy mogą sugerować gotowość do pracy, a trzymane w ręce okulary przerwę w wykonywanym zajęciu. Nie ma żadnego elementu, który bezpośrednio łączyłby go z zawodem architekta. Mężczyzna ma wesoły i sympatyczny wyraz twarzy oraz inteligentne spojrzenie czarnych żywych oczu. Uwagę zwracają potargane włosy i eleganckie bokobrody.
W lewym dolnym rogu widnieje inskrypcja A Tiburcio Perez / Goya. 1.820 (Tiburciowi Perezowi Goya, 1820).

## Technika
Ciemne tło, prosta kompozycja i energiczne wykonanie są charakterystyczne dla ostatnich portretów, które Goya wykonał na emigracji w Bordeaux. Naturalność wizerunku Tiburcia przypomina zwłaszcza Portret Ramóna Satué z 1823. Surowa kolorystyka jest zbliżona do serii czarnych obrazów. Biała koszula wyróżnia się wśród ciemnych odcieni kamizelki i spodni, ciekawe są załamania białego materiału koszuli i żabotu wykonane szybkimi pociągnięciami pędzla.

## Proweniencja
Obraz należał do kolekcji Francisca Durána y Cuervo w Madrycie, a następnie do kolekcji Durand Ruel w Paryżu. Kolejnym właścicielem był Theodore M. Davis, który w 1915 przekazał portret do zbiorów Metropolitan Museum of Art.